# Здравей, България
„Здравей, България“ е сутрешно телевизионно предаване по NOVA, което започва излъчване на 28 октомври 2000 година, чийто първи водещ е Милен Цветков. От 9 септември 2013 г. до септември 2017 г. водещи са Анна Цолова и Виктор Николаев. От 15 януари 2018 г. до Виктор сяда Аделина Радева но в края на май 2020 г. тя се разделя с Нова телевизия и се връща отново в БНТ и от 1 юни 2020 г. водеща става Лора Инджова и води до 18 юни 2021 г. От 21 юни 2021 г. водеща става Мирослава Иванова.

## История
След Милен Цветков, щафетата поемат Ива Петрони и Валери Найденов, последвани от Миа Сантова и Николай Дойнов. През 2005 година екранна партньорка на Николай Дойнов в сутрешния блок става Лора Крумова. От есента на 2005 година до края на месец ноември 2008 екранен партньор на Лора Крумова е Георги Коритаров.
На 19 януари 2009 година се появява новият формат на „Здравей, България“, чийто автор, водещ и продуцент е Милен Цветков. Екранна партньорка на Цветков отново е Лора Крумова. Целта на освежения сутрешен блок е „различното събуждане“. Малко повече от година след старта на новия формат на „Здравей, България“ Милен Цветков е отстранен от него по решение на ръководството на Нова ТВ.
На 15 февруари 2010 година „Здравей, България“ отново претърпява концептуални промени. Милен Цветков е сменен с Никола Стойнов – спортен журналист, изявяващ се като водещ на спортната рубрика в предишния формат на сутрешния блок. Продуцент на сутрешното предаване на НТВ става журналистът Асен Григоров, който е бивш водещ на „Денят започва“ по БНТ. От „Здравей, България“ отпадат рубриките на професор Юлиан Вучков и светския хроникьор Мон Дьо. В петъците тръгва рубриката „Закуска за шампиони“. Културната рубрика на Люба Кулезич остава част от „Здравей, България“.
След редица проблеми в сутрешния блок на телевизията за две години и половина, от 10 септември 2012 г. Христо Калоферов и Калина Крумова са новите водещи на сутрешния блок на Нова ТВ „Здравей, България“. След като са екранна двойка през август, като тогава заместват водещият Евгений Генчев и са приети изключително добре от зрителите, двамата поемат предаването за постоянно. Освен новите водещи, се променят динамиката и съдържанието на „Здравей, България“. Повече новини и информация, живи връзки и видеоматериали, фокус върху социалните теми и въпроси, свързани с ежедневието на зрителя, допринасят за новия облик на „Здравей, България“.
От 9 септември 2013 г. водещи са Анна Цолова и Виктор Николаев, които преди това са били водещи в предаването на бТВ „Тази сутрин“ и излизат в летен отпуск по време на протестите от 2013 г., който става плод на обществен интерес поради момента, в който се случва. На 8 септември 2017 г. NOVA съобщава, че Анна Цолова няма да води сутрешния блок и се подготвя за ново предаване в ефира на телевизията. Известно време водещ е Виктор Николаев, а на 15 януари 2018 г. до него сяда Аделина Радева. Тя напуска сутрешния блок на 29 май 2020 г. и е заменена от Лора Инджова на 1 юни 2020 г. От 21 юни 2021 г. водеща стана Мирослава Иванова.
Предаването е с час на излъчване всеки делничен ден от 6:00 до 9:30 по Нова телевизия, а от 22 септември 2015 г. по радио NOVA News, а от 4 януари и по телевизия NOVA News.

## Водещи

### Настоящи
- Виктор Николаев (2013-)
- Мирослава Иванова (2013,2021-)

### Бивши
- Милен Цветков (2000-2003,2009-2010)
- Ива Петрони (2003-2004)
- Валери Найденов (2003-2004)
- Миа Сантова (2004-2005)
- Николай Дойнов (2004-2005)
- Лора Крумова (2005-2010)
- Георги Коритаров (2005-2008)
- Никола Стойнов (2010)
- Витомир Саръиванов (2010-2011)
- Ели Гигова (2010-2011)
- Цвета Кирилова (2011)
- Евгений Генчев (2011-2012)
- Христо Калоферов (2012-2013)
- Калина Крумова (2012-2013)
- Анна Цолова (2013-2017)
- Аделина Радева (2018-2020)
- Лора Инджова (2020-2021)